# Simon Planting
Simon Planting (* um 1962) ist ein niederländischer Jazzmusiker (Kontrabass), der seit einigen Jahren in der Nähe von San Francisco lebt.

## Leben und Wirken
Planting studierte am Sweelink Conservatorium Kontrabass und lernte auch im Concertgebouw-Orchester. Mit Dick Jongman und Frank Hellingman bildete er das Trio Ricochet, das Rockmusik spielte und 1981 ein gleichnamiges Album vorlegte.
Ab der Mitte der 1980er Jahre trat er zehn Jahre lang mit Cor Bakker auf. International wurde er in dieser Zeit vor allem als Begleiter des Gitarristen Fapy Lafertin bekannt. Daneben arbeitete er auch in Jazzformationen mit dem Klarinettisten Ruud Brink und der Sängerin Mathilde Santing. Weiterhin trat er mit Jimmy Rosenberg, Stéphane Wrembel, Reinier Voet und Angelo Debarre auf und tourte international mit Robin Nolan. Seit 2009 gehört er zum Quintett von John Jorgenson.
Planting ist auch auf Alben von Yvonne Weijers, von Angelo Debarre/Tim Kliphuis, von Mark Holzinger und von Jeff Sanford zu hören.